# ناصر كرماني
ناصر كرماني (17 ديسمبر 1959 -) هو ممثل كويتي. دخل المجال الفني في عام 1987 وما زال مستمر فيه.

## أعماله[8]
- عشرة عمر

مسلسل 2012
- أنت عمري

مسلسل 2012
- بنات الجامعة

مسلسل 2012
- توفيق

مسلسل 2012
- أشباح أم علي 2 بين الخيانة والحب

مسرحية 2012
- السندباد بن حارب

مسلسل 2011
- العضيد

مسلسل 2011
- الثمن

مسلسل 2011
- الصراع

مسلسل 2010
- قصة هوانا

مسلسل 2010
- الحب الكبير

مسلسل 2009
- للأسرار خيوط

مسلسل 2009
- كيوت

فيلم 2008
- عيال الفقر

مسلسل 2007
- رحلة شقا

مسلسل 2007
- رحلة شقى

مسلسل 2007
- الفرية

مسلسل 2006
- غلطة عمر

مسلسل 2006
- أحلام طواش

مسلسل 2004
- وبعد

مسلسل 2004
- الاخطبوط

مسلسل 2004
- عائلة أبيض وأسود

مسلسل 2002
- العضب

مسلسل 2002
- الخديعة

مسلسل 2002
- ديوان السبيل

مسلسل 2001
- صالح وطالح

مسلسل 2001
- تكبير (سهرة الغزو)

سهرة تلفزيونية 2001
- الجزيرة المسحورة

مسرحية 2001
- سوق المقاصيص

مسلسل 2000
- الخطر معهم

مسلسل 2000
- طرزان والعصابة

مسرحية 1999
- باتمان الرجل الوطواط

مسرحية 1999
- زمان الإسكافي

مسلسل 1998
- الحكومة أبخص

مسرحية 1998
- الرقص على الجمر

مسلسل 1998
- طير الخير

مسلسل 1998
- بو قلبين

مسلسل 1997
- الناس أجناس

مسلسل 1997
- دلق سهيل ج2

مسلسل 1997
- زهور وجدران

مسلسل 1997
- بو هباش

مسلسل 1996
أبو سليمان صديق أبو هباش
- سفينة الاحلام

مسلسل 1996
- الصوت الثاني

تمثيلية 1996
- أحلام مجمدة

سهرة تلفزيونية 1996
- صالح تحت التدريب

مسلسل 1995
- يوميات متقاعد

مسلسل 1995
- بيب بيب والذيب

مسرحية 1995
- على الدنيا السلام

مسلسل 1987

## إلاخراج
- سوق المقاصيص

مسلسل 2000 مخرج مساعد
- طرزان والعصابة

مسرحية 1999 مخرج

## وصلات خارجية
- ناصر كرماني على موقع IMDb (الإنجليزية)
- ناصر كرماني على موقع قاعدة بيانات الأفلام العربية